# Marian Augustyn Herman
Marian Augustyn Herman (ur. 28 listopada 1936 w Poznaniu, zm. 18 lipca 2015) – polski elektronik, prof. dr hab. inż., specjalista w zakresie elektroniki ciała stałego, fizyki krystalizacji struktur heterozłączowych metodą epitaksji z wiązek molekularnych oraz optoelektroniki.
Był między innymi zastępcą dyrektora Instytutu Fizyki Polskiej Akademii Nauk (PAN), współorganizatorem i dyrektorem Oddziału Instytutu Fizyki PAN w Radomiu oraz dyrektorem Stacji Naukowej PAN w Wiedniu i zastępcą dyrektora Instytutu Technologii Próżniowej "OBREP". Piastował również funkcję przewodniczącego Polskiego Towarzystwa Próżniowego i prezesa Polskiego Towarzystwa Wzrostu Kryształów im. prof. Jana Czochralskiego.